# Bisdom Fajardo-Humacao
Het bisdom Fajardo-Humacao (Latijn: Dioecesis Faiardensis-Humacaensis) is een rooms-katholiek bisdom met als zetels Fajardo en Humacao, in Puerto Rico. Het bisdom is suffragaan aan het aartsbisdom San Juan de Puerto Rico. 

## Geschiedenis
Het bisdom werd opgericht op 11 maart 2008, uit delen van het bisdom Caguas en het aartsbisdom San Juan de Puerto Rico. 
In 2018 werd het bisdom, samen met alle Katholieke bisdommen in Puerto Rico, failliet verklaard. Het aartsbisdom San Juan de Puerto Rico had het failliet aangevraagd omdat het de pensioenen van leraren niet meer kon uitkeren. Een rechter had eerder reeds besloten dat alle bisdommen samen een enkele entiteit vormden. Door failliet aan te vragen werden de bezittingen van de kerk beschermd voor een reorganisatie.

## Parochies
Het bisdom had in 2021 een oppervlakte van 574 km2 en telde 212.000 inwoners waarvan 30,0% rooms-katholiek was.

## Bisschoppen
- Eusebio Ramos Morales (11 maart 2008 - 2 februari 2017)
- Luis Francisco Miranda Rivera (16 mei 2020 - heden)

## Galerij van afbeeldingen

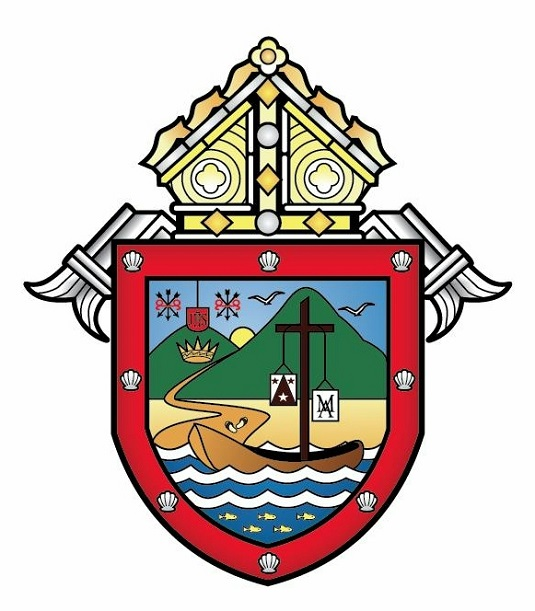
Wapen van het bisdom
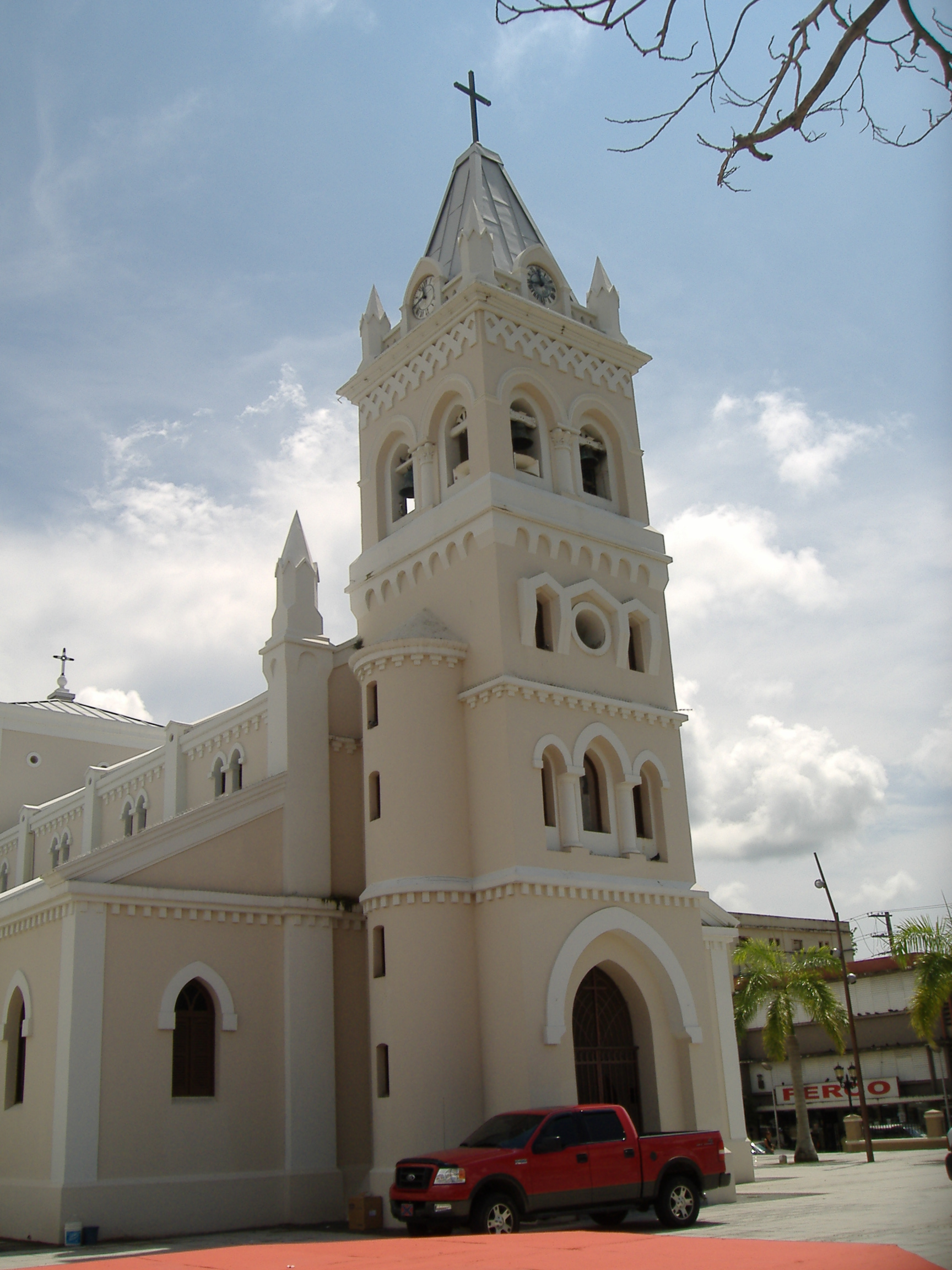
Cokathedraal van Humacao in 2007